# Chuck Close

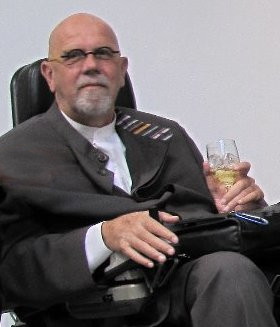
Chuck Close in New York, Mai 2009

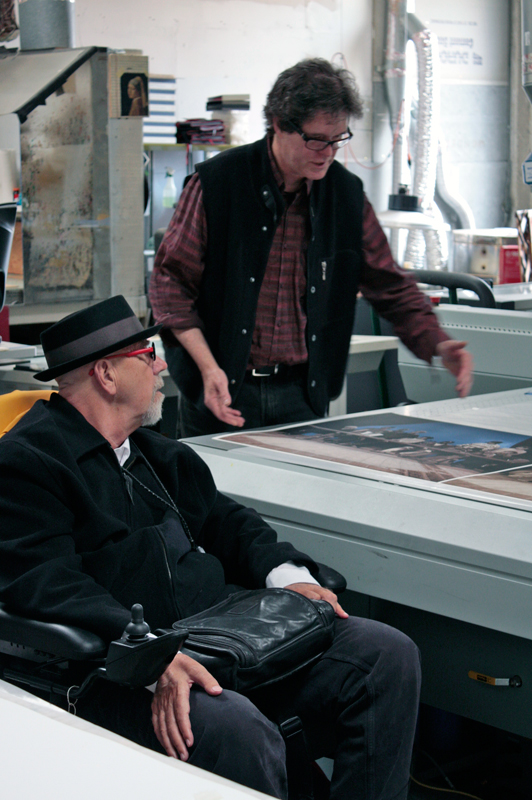
Chuck Close (vorn) und Don Farnsworth 2010

Chuck Close (* 5. Juli 1940 in Monroe, Washington; † 19. August 2021 in Oceanside, New York; eigentlich Charles Thomas Close) war ein US-amerikanischer Maler und einer der bekanntesten Fotorealisten in den USA.

## Leben und Werk

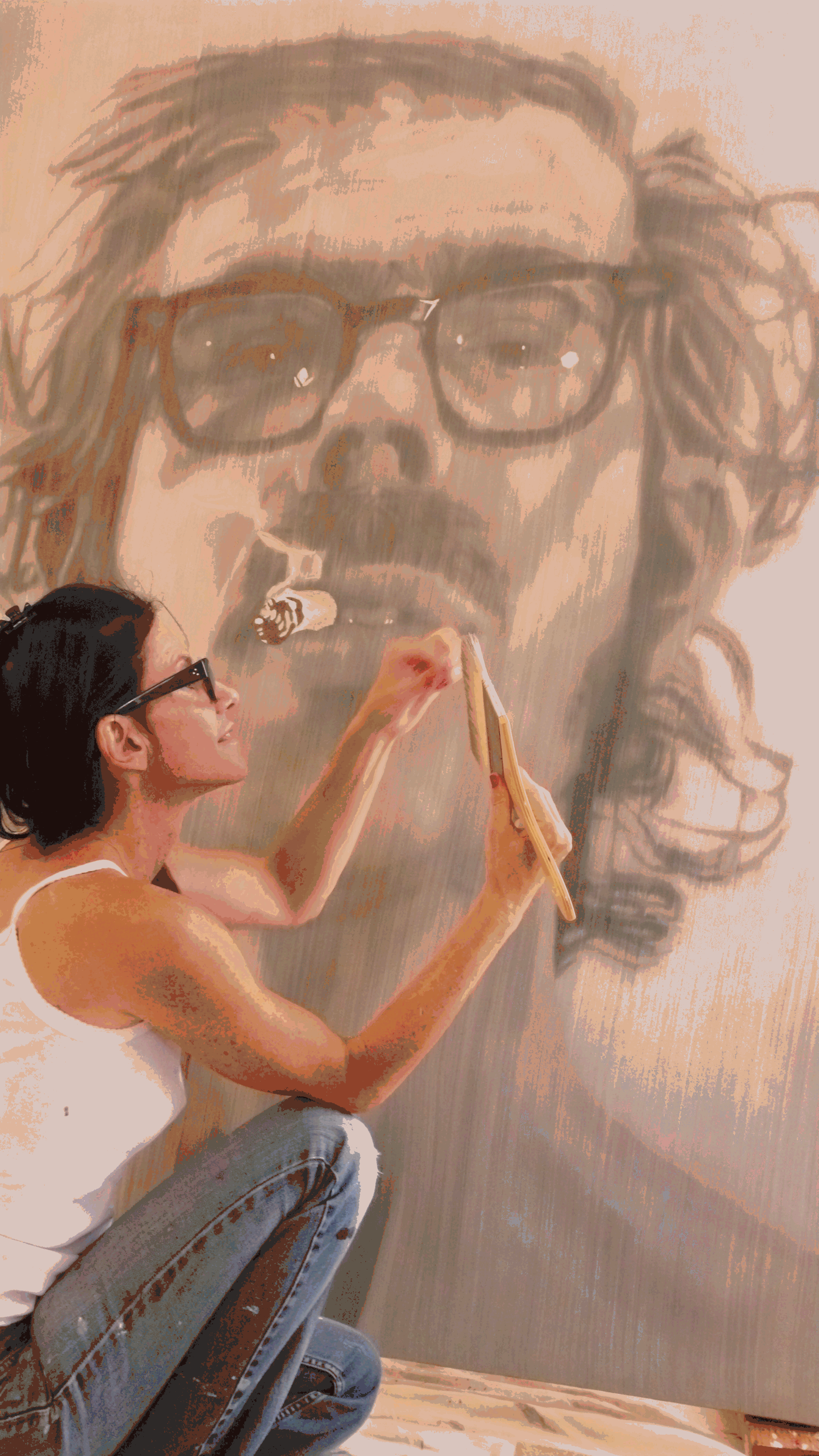
Chuck Close gemalt von Alison Van Pelt

Close verbrachte die meiste Zeit seines Lebens mit dem Malen. Er unterrichtete auch als Lehrer. Bis Ende 1979 hatte er bereits um die 100 Arbeiten fertiggestellt. 1969 wurden Bilder von ihm bei der Whitney Biennale gezeigt. 1970 hatte er seine erste Einzelausstellung. Das New Yorker Museum of Modern Art zeigte erstmals 1973 Werke von ihm.
Er war Teilnehmer der Documenta 5 in Kassel im Jahr 1972 in der Abteilung Realismus und auch auf der Documenta 6 (1977) 1982 als Künstler vertreten.
Ein geplatztes Blutgefäß in der Wirbelsäule hatte 1988 eine rechtsseitige Querschnittlähmung zur Folge. Dennoch schaffte er es, wieder mit Hilfe von Schienen zu malen, die seine Handgelenke und den Pinsel stabilisieren. Dazu führt er seine rechte Hand mit der linken.
1993 reisten Close und der Drucker Joe Wilfer nach Wisconsin, um bei Tandem Press an einem Linolschnitt zu arbeiten. Nach einer Reihe von Enttäuschungen und Zwischenfällen entsteht das Werk, Alex/Reduction Block, als Siebdruckedition, gedruckt von Robert Blanton bei Brand X Editions in New York.
In jüngster Zeit beschäftigte sich der Künstler auch mit der Herstellung aufwendiger Tapisserien, in deren unzähligen geknüpften Knoten er eine weitere Ausdrucksform einer reproduzierenden Bildgenerierung sieht. Nach vierjähriger Planung wurde der Bildteppich Lucas/Rug nach Closes Porträt des Künstlers Lucas Samaras von Rugao Arts and Crafts Silk Carpets Factory in Rugao, Jiangsu, China, produziert.
1999 arbeitete er mit David Lasry und Pedro Barbeito in der Two Palms Press in New York, wo er Self-Portrait I und Self-Portrait II parallel zu den großformatigen Ölgemälden produzierte. Am 26. April wurden Chuck Close, Ruth Lingen, Richard Solomon und Joseph Wilfer mit dem Dieu Donné Art Award für ihre Leistungen im Bereich der Kunst auf Papier ausgezeichnet.

86th Street, New York, Subway Portraits, Philip Glass

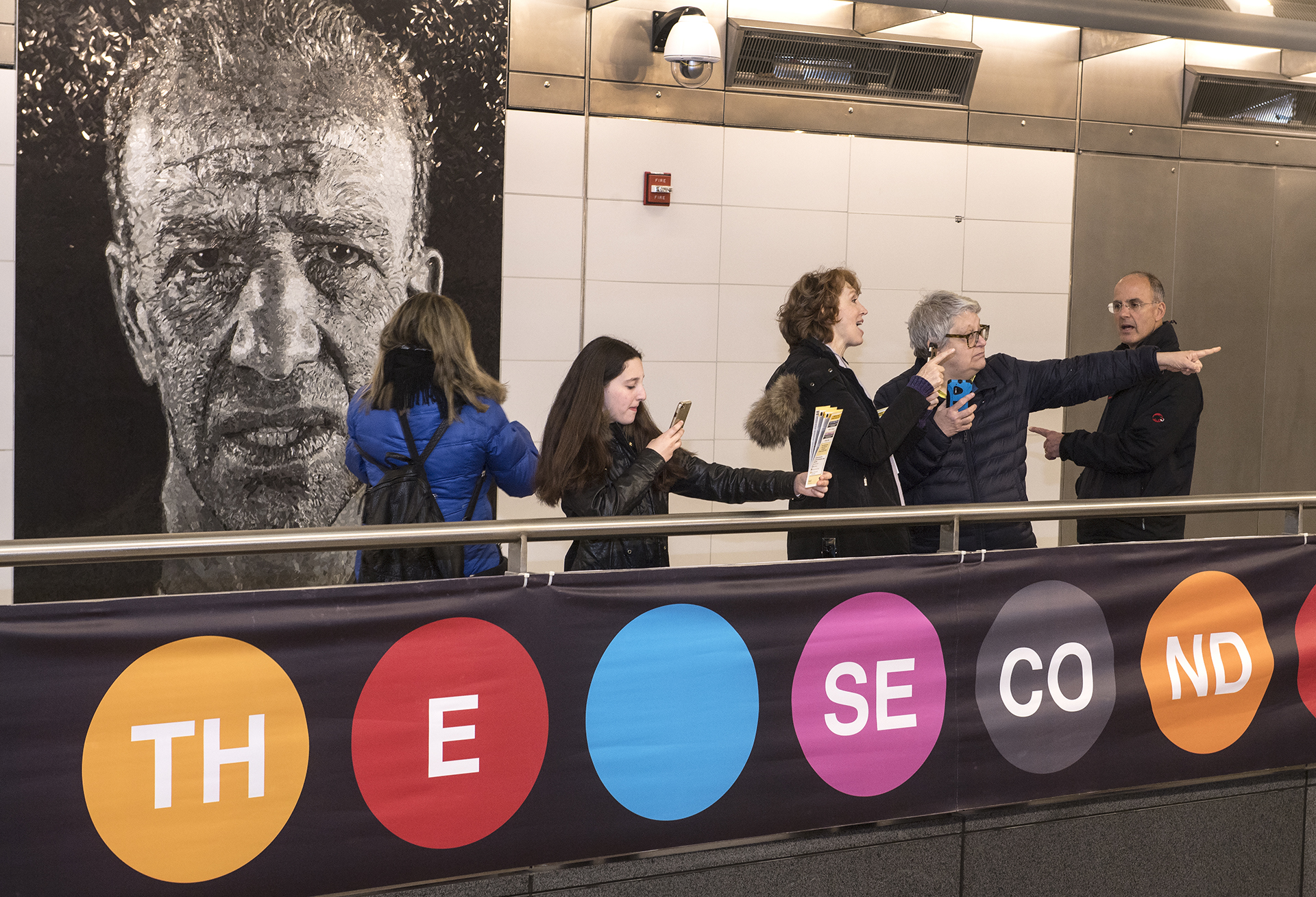

Nach zweijähriger Zusammenarbeit mit dem Meisterdrucker Yasu Shibata vollendete Close 2002 den Japanischen Holzschnitt Emma.
2010 erhielt Close vom MTA Arts & Design den Auftrag, zwölf große Mosaike in einer Gesamtgröße von 190 m² für die 86th Street Subway Station der New York City Subway’s Second Avenue Line in Manhattan zu entwerfen.
Close starb im Alter von 81 Jahren an Herzinsuffizienz.

## Arbeitsweise
Close ging beim Malen nicht von der Wirklichkeit der Natur und ihrem direkten Reiz auf die Netzhaut aus, vielmehr orientierte er sich an der indirekten Wirklichkeit des Fotos. Mit Hilfe eines Rasters (Grafikdruckerei) zerlegte er jedes Foto und übertrug es auf diese Weise auf die Leinwand. Für die verschiedenen Bildpartien benutzte er verschiedene Fotos. Diese Methode erlaubte es ihm, von einem sehr scharfen Fokus auszugehen und sich in jedem einzelnen Bildsegment auf einen neuen Brennpunkt zu konzentrieren. Mit diesem Verfahren gelang es ihm, die Fotografien mit Acrylfarben (oder in anderen Techniken) und in mehrfacher Lebensgröße auf die Leinwand zu kopieren. Er reduzierte zum Teil die Farbe und malte teilweise nur in Grautönen.

## Zitat
„Inspiration ist für Amateure; der Rest von uns kommt und macht sich an die Arbeit.“

## Auszeichnungen
- 1992 wurde Close zum Mitglied (NA) der National Academy of Design, New York, gewählt.[3]
- 1992 Wahl zum Mitglied der American Academy of Arts and Letters.[4]
- 1998 wurde er in die American Academy of Arts and Sciences gewählt.
- 1999 National Medal of Arts, Washington, D.C.
- 2010 wurde Chuck Close von Präsident Barack Obama in das „President’s Committee on the Arts and the Humanities“ aufgenommen.
- Close erhielt den Ehrendoktor in Bildender Kunst der University of Massachusetts, Amherst. 1996 erhielt er den Ehrendoktor in Bildender Kunst der Yale University, New Haven, Connecticut, 1997 den RISD Ehrendoktor in Bildender Kunst der Rhode Island School of Design, Province, und die Alumnus Summa Laude Dignatus, die höchste Auszeichnung der University of Washington.

## Ausstellungen
- 2012–2013: Multiple Portraits, Museum der Moderne Salzburg,
- 2012: Chuck Close Galerie Thomas Modern, München, Deutschland.[5]
- 2012: Chuck Close. Prints, Kunsthal Rotterdam, Niederlande, und Chuck Close. Multiple Portraits, Museum der Moderne Salzburg, Österreich.
- 2009: Chuck Close: Maquettes and Multi-Part Work (1966–2009), PaceMacGill Gallery, New York, NY.
- 2008: Chuck Close. Seven Portraits, Eremitage, St. Petersburg, Russland.
- 2007: Chuck Close. Erwiderte Blicke. Porträts 1969–2006, Ludwig Forum für Internationale Kunst, Aachen, Deutschland, und Chuck Close: Family and Others, White Cube Mason’s Yard, London, UK.
- 2006: Umfangreiche Retrospektive im Museo Reina Sofía in Madrid und dem San Francisco Museum of Modern Art, San Francisco, CA.
- 2005: Chuck Close: Recent Paintings, Pace Gallery, New York, NY; Royal Academy of Arts, London, UK, und Chuck Close: A Couple of Ways of Doing Something. Prints, Daguerreotypes, & Holograms, Adamson Gallery / Adamson Editions, Washington, DC, sowie Chuck Close / Franz Gertsch, Galerie Michael Haas, Berlin, Deutschland.
- 2004: Chuck Close Prints: Process and Collaboration, The Metropolitan Museum of Art, New York, USA.
- 2003: Beginn einer Ausstellungstournee durch US-amerikanische Museen bis 2010. Chuck Close Prints: Process and Collaboration, Blaffer Gallery, the Art Museum of the University of Houston.
- 2002: Chuck Close: Portraits, The American Academy in Rom, Italien, und Chuck Close Prints, The Neuberger Museum of Art, Purchase College, State University of New York.
- 2001: Chuck Close Self-Portraits, 1967–2001, Fraenkel Gallery, San Francisco. From Rags to Riches: Twenty-five Years of Paper Art from Dieu Donné Papermill, organisiert von Dieu Donné Papermill, New York. Weitere Stationen in Michigan, Maryland, Kansas, New York State, Wisconsin und Indiana.
- 1998 Chuck Close, The Museum of Modern Art, New York. Weitere Stationen: Museum of Contemporary Art, Chicago; Hirshhorn Museum and Sculpture Garden, Smithsonian Institution, Washington, D.C; Seattle Art Museum; The Hayward Gallery, London, und Chuck Close: Prints, Virginia Lynch Gallery, Tiverton, Rhode Island.
- 1994 Chuck Close - Retrospektive, Städtische Galerie im Lenbachhaus und Kunstbau, München[6]
- 1991: Chuck Close Editions, University Art Museum, University of Southwestern Louisiana, Lafayette.
- 1989: Chuck Close, The Art Institute of Chicago. Weitere Station: The Friends of Photography, Ansel Adams Center, San Francisco.
- Ausstellungen Chuck Close Editions: A Catalogue Raisonné and Exhibition, The Butler Institute of American Art, Youngstown, Ohio, und Chuck Close: Works on Paper, Aldrich Museum of Contemporary Art, Ridgefield, Connecticut.
- 1988: Chuck Close: Prints and Photographs, Pace Editions, New York.
- 1986: Chuck Close: New Etchings, Pace Editions, New York.
- 1985: Chuck Close: Works on Paper, Contemporary Arts Museum, Houston.
- 1984: Chuck Close: Handmade Paper Editions, Herbert Palmer Gallery, Los Angeles. Weitere Stationen: Spokane Center Gallery of Art, Eastern Washington University, Cheney; Milwaukee Art Museum; NIU Art Museum, Northern Illinois University, De Kalb, October; Columbia Museum of Art, South Carolina.
- 1982: Chuck Close: Paperwork, Richard Gray Gallery, Chicago. Weitere Stationen: John Stoller Gallery, Minneapolis; Jacksonville Art Museum, Florida; Greenberg Gallery.
- 1980: Close Portraits, Walker Art Center, Minneapolis. Weitere Stationen: The Saint Louis Art Museum; Museum of Contemporary Art, Chicago; Whitney Museum of American Art, New York.
- 1979: Copie Conforme?, Centre Georges Pompidou, Paris.
- 1973: Keith/Mezzotint, das zusammen mit seinen neunzehn fortlaufenden Probedrucken gezeigt wird, ist das Hauptwerk in Closes erster Museumsausstellung im New Yorker Museum of Modern Art, Project 11: Chuck Close/Liliana Porter.
- 1970: Erste Einzelausstellung in der Bykert Gallery, New York.

## Film
- „big, bigger, biggest.“ Die monumentalen überwirklichen Porträts des amerikanischen Künstlers Chuck Close. Reportage, 6 Min., Produktion: WDR, ttt – titel, thesen, temperamente, Sendedatum: 20. Mai 2007, Inhaltsangabe (Memento vom 27. September 2007 im Internet Archive) des WDR